# 安德烈·米纳科夫
安德烈·德米特里耶维奇·米纳科夫（俄语：Андрей Дмитриевич Минаков，2002年3月17日—）是一名俄罗斯男子游泳运动员，主攻自由泳和蝶泳。米纳科夫在童年时一开始主要练习滑雪，9岁时，在一位教练的建议下，他放弃滑雪，转攻游泳。
2019年11月，米纳科夫宣布加入美国斯坦福大学的游泳队，两个月前，他曾为了获得NCAA的比赛资格而选择放弃参加国际游泳联盟比赛的资格。